# Todesfall Daniel Shaver
Der Todesfall Daniel Leetin Shaver ereignete sich am 18. Januar 2016 in Mesa im US-Bundesstaat Arizona, als Shaver durch den Polizeibeamten Philip Brailsford erschossen wurde. Die Polizei war zuvor zum Hotel von Shaver gerufen worden, weil jemand ein Gewehr aus dem Fenster gehalten haben soll. Das Gewehr stellte sich später als Luftdruckwaffe heraus. Brailsford wurde nach dem Vorfall wegen Mord zweiten Grades angeklagt und durch eine Jury freigesprochen. Brailsford war nach den tödlichen Schüssen zunächst aus dem Polizeidienst entlassen worden, wurde jedoch im August 2018 wieder eingestellt. Kurze Zeit später wurde er mit einer Pension von 2500 Dollar pro Monat aus medizinischen Gründen pensioniert.

## Beteiligte

### Philip Mitchell Brailsford
Philip Mitchell Brailsford war zum Zeitpunkt der tödlichen Schüsse 26 Jahre alt. Brailsford schloss die Mesa Desert Ridge High School im Jahr 2009 ab. Anschließend arbeitete er in Ecuador als Missionar für die mormonische Glaubensgemeinschaft Kirche Jesu Christi der Heiligen der Letzten Tage. Nach seiner Rückkehr in die USA schloss er sich zunächst der Nationalgarde von Arizona an. Ab 2013 stand er im Dienst der Polizei von Mesa, bei der bereits sein Vater gearbeitet hatte. Brailsford ist verheiratet und Vater eines Sohnes.

### Daniel Shaver
Daniel Shaver war zum Zeitpunkt seines Todes 26 Jahre alt. Er wuchs in Nashville im Bundesstaat Tennessee auf und schloss im Jahr 2007 die Hillwood High School ab. Später lebte er mit seiner Frau und seinen zwei Töchtern in Granbury im Bundesstaat Texas. Shaver arbeitete als Kammerjäger und befand sich wegen einer Geschäftsreise in Mesa.

## Geschehen
Laut einem Polizeibericht befand sich Daniel Shaver aufgrund einer Geschäftsreise in einem Hotel der Kette La Quinta Inn & Suites in Mesa. An seinem Todestag lud Shaver zwei Bekannte, Monique Portillo und Luis Nunez, ein, noch mit ihm auf sein Zimmer zu kommen. Dort zeigte er ihnen ein Gewehr mit Zielfernrohr, das er benutzte, um Vögel, die sich in Geschäfte verirrt hatten, zu töten. Beim Vorführen des Gewehrs hielt er dieses aus dem Fenster seines Zimmers im fünften Stock, was eine Zeugin dazu bewog die Rezeption zu verständigen, welche wiederum die Polizei rief.
Luis Nunez verließ das Hotelzimmer gegen 21:20 Uhr, kurz bevor die Polizei ankam. Nachdem die Polizei vor Ort eingetroffen war, forderte sie Shaver und Portillo auf, das Hotelzimmer zu verlassen. Sechs Beamte richteten Waffen auf sie und äußerten mehrfach die Warnung, dass sie erschossen werden würden, sofern sie den Anweisungen nicht Folge leisten sollten. Portillo wurde unbewaffnet in Gewahrsam genommen.
Der ranghöchste Polizeibeamte Charles Langley forderte Daniel Shaver, der auf dem Bauch lag, dazu auf, seine Beine zu kreuzen. Wenige Momente später forderte er Shaver auf, sich hinzuknien. Als dieser der Aufforderung nachkam, sich hinzuknien, hörte er auf, seine Beine zu überkreuzen. Dies führt dazu, dass Langley ihn anherrschte, seine Beine überkreuz zu lassen. Shaver legte daraufhin seine Hände hinter den Rücken, woraufhin Langley ihn erneut anschrie und anwies, die Hände in der Luft zu behalten. Langley drohte, dass Shaver erschossen werde, wenn er die Anweisungen noch einmal missachte und forderte ihn auf, seine Hände unter keinen Umständen zu senken. Shaver flehte daraufhin, ihn nicht zu erschießen. Nachdem die Polizisten Shaver anwiesen auf sie zuzukriechen, senkte dieser seine Hände und kroch auf allen vieren auf die Polizisten zu. Als Shaver seine Hand zu seinem Hosenbundes bewegte, gab der Polizist Philip Brailsford mehrere Schüsse aus seinem AR-15-Gewehr ab, traf Shaver fünf Mal und tötete ihn hierdurch nahezu unmittelbar. Shaver war unbewaffnet und wollte möglicherweise seine Hose hochziehen.

## Video der Körperkamera
Die Ehefrau von Daniel Shaver forderte die Polizei von Mesa nach dem Tod ihres Mannes auf, die Videos der Körperkameras der eingesetzten Beamten zu veröffentlichen. Die Aufforderung, Videoaufzeichnungen zu veröffentlichen, wurde zunächst abgelehnt. Die Staatsanwaltschaft von Maricopa County bot der Ehefrau an, die Videos anzusehen, wenn sie deren Inhalt nicht an die Medien weitergeben würde. Sowohl die Staatsanwaltschaft als auch die Verteidigung forderten während des Prozesses, dass die Videoaufnahmen unter Verschluss bleiben. Richter Sam Myers kam diesem Ansinnen nach.
Am 25. Mai 2016 ordnete Richter Sam Myers an, Teile des Videomaterials zu veröffentlichen. Die veröffentlichten Aufnahmen stammten aus der Kamera von Brailsford sowie einem anderen Beamten und zeigen die Schüsse sowie die Ingewahrsamnahme von Monique Portillo. Das komplette, uneditierte Videomaterial wurde durch die Polizei von Mesa wenige Stunden nach dem Freispruch von Philip Brailsford veröffentlicht.

## Folgen

### Strafverfolgung und Kündigung von Philip Brailsford
Im März 2016 gab die Staatsanwaltschaft von Maricopa County bekannt, Philip Brailsford wegen Mord zweiten Grades anklagen zu wollen. Sie bezeichnete den Einsatz tödlicher Gewalt unter den gegebenen Umständen als nicht gerechtfertigt. Brailsford plädierte bei dem folgenden Gerichtsverfahren auf nicht schuldig.
Später im selben Monat kündigte die Polizei von Mesa Philip Brailsford und verwies zur Begründung auf verschiedene Verstöße gegen Dienstvorschriften. Eine interne Untersuchung hatte zuvor ergeben, dass Brailsford seine Dienstwaffe vorschriftswidrig mit den Schriftzügen „You’re fucked“ sowie „Molon labe“ versehen hatte. Brailsfords Verhalten war bereits zuvor wegen des Verdachts exzessiver Gewaltanwendung während einer Festnahme untersucht worden.
Im Polizeibericht über den Vorfall gab Philip Brailsford an, dass Shaver auf die Polizisten zugekrochen sei, um eine bessere Schussposition zu haben. Der Bericht beschrieb Shaver als kooperativ, jedoch durch die Kommandos und möglichen Alkoholkonsum teilweise verwirrt.
Vier Monate nach den tödlichen Schüssen ging Charles Langley, der den Einsatz geleitet hatte, in Pension. Im Dezember 2017 war er auf die Philippinen ausgewandert.

### Prozess und Freispruch
Der Beginn des Prozesses gegen Philip Brailsford war ursprünglich für Februar 2017 angesetzt. Durch Anträge der Verteidigung, welche einen hinreichenden Tatverdacht und dadurch die Legitimität der Anklage bestritten sowie die Zulässigkeit der Videoveröffentlichung in Zweifel zogen, verzögerte sich der Prozessbeginn jedoch auf den 23. Oktober 2017. Im Falle einer Verurteilung drohten Brailsford zu diesem Zeitpunkt bis zu 25 Jahre Gefängnis.
Am 7. Dezember 2017 wurde Brailsford sechs Wochen nach Prozessbeginn von einer Grand Jury freigesprochen.

### Bankrott und Pension
Im Januar 2018 gab Philip Brailsford Insolvenz bekannt. Anfang 2018 begann das US-Justizministerium eine eigene Untersuchung des Falles.
Im August 2018 wurde Brailsford durch die Polizei von Mesa erneut angestellt. Nach 42 Tagen stimmte die Behörde einer Versetzung von Brailsford in den Ruhestand zu, weil er an einer posttraumatischen Belastungsstörung leide. Seitdem erhält Brailsford eine Pension von 2500 Dollar pro Monat.